# Fram (ladja)
Fram (Naprej) je ladja, ki so jo norveški raziskovalci Fridtjof Nansen, Otto Sverdrup, Oscar Wisting in Roald Amundsen med letoma 1893 in 1912 uporabljali v ekspedicijah na Arktiko in Antarktiko. Zasnoval in zgradil jo je škotsko-norveški ladjar Colin Archer za arktično odpravo Fridtjofa Nansena leta 1893, v kateri je bil načrt zamrzniti Fram v arktično ledeno ploščo in z njim lebdeti nad severnim tečajem.
Fram je kot muzejska ladja shranjen v Muzeju Fram v Oslu na Norveškem.

## Gradnja
Nansenova ambicija je bila raziskati Arktiko severneje kot kdorkoli drug. Da bi to naredil, bi se moral spoprijeti s težavo, s katero so se pred njim srečevali številni jadralci po polarnem oceanu: zamrznjen led bi lahko zdrobil z ladjo. Nansenova zamisel je bila zgraditi ladjo, ki bi lahko preživela pritisk, ne zaradi čiste moči, ampak zato, ker bi bila oblikovana tako, da pusti ledu, da potisne ladjo navzgor, tako da bi 'lebdela' na vrhu ledu.
Fram je trijamborna škuna s skupno dolžino 39 metrov in širino 11 metrov. Ladja je hkrati nenavadno široka in nenavadno plitva, da bi bolje zdržala sile pritiska ledu.
Nansen je ladjarju Colinu Archerju iz Larvika naročil izdelavo plovila s temi lastnostmi. Fram je bila zgrajena z zunanjo plastjo lesa Chlorocardium rodiei, da bi vzdržal led, in skoraj brez kobilice, da bi se spopadel s plitvimi vodami, ki jih je pričakoval Nansen. Smerno krmilo in ladijski vijak sta bila zasnovana tako, da ju je mogoče umakniti. Ladja je bila tudi skrbno izolirana, da je posadka lahko živela na krovu do pet let. Ladja je vključevala tudi mlin na veter, ki je poganjal generator za zagotavljanje električne energije za razsvetljavo z električnimi obločnimi žarnicami.
Sprva je bila Fram opremljena s parnim strojem. Pred Amundsenovo odpravo na južni tečaj leta 1910 je bil motor zamenjan z dizelskim motorjem, prvim za plovila za raziskovanje polarnih polj.
Ladjo so splovili 26. oktobra 1892.

## Odprave
Fram je bila uporabljena v več odpravah:
| Raziskovalec    | Leta      | Območje                 |
| --------------- | --------- | ----------------------- |
| Fridtjof Nansen | 1893–1896 | arktična ledena ploskev |
| Otto Sverdrup   | 1898–1902 | Arktični otoki          |
| Roald Amundsen  | 1910–1912 | Južni tečaj             |

### Nansenova arktična odprava 1893–1896
Razbitine USS Jeannette, najdene na Grenlandiji, ki se je izgubila ob Sibiriji, in naplavljeni les, najden v regijah Svalbard in Grenlandija, nakazujejo, da je oceanski tok tekel pod arktično ledeno ploščo od vzhoda proti zahodu in prinašal naplavljeni les iz sibirske regije na Svalbard in bolj proti zahodu. Nansen je dal zgraditi Fram, da bi raziskal to teorijo.
Lotil se je odprave, ki je trajala tri leta. Ko je Nansen spoznal, da Fram s silo toka ne bo dosegel severnega tečaja neposredno, sta se s Hjalmarjem Johansenom odpravila na smučeh. Ko je dosegel 86° 14' severne širine, se je moral vrniti, da bi prezimil v deželi Franca Jožefa. Nansen in Johansen sta preživela z mesom in mastjo mrožev in severnih medvedov. Ko so se končno srečali z britanskimi raziskovalci, odpravo Jackson-Harmsworth, so prispeli nazaj na Norveško le nekaj dni preden se je tja vrnila tudi Fram. Ladja je preživela skoraj tri leta ujeta v ledu in dosegla 85° 57' S.

### Sverdrupova odprava na kanadske arktične otoke 1898–1902
Leta 1898 je Otto Sverdrup, ki je Fram vrnil na prvo arktično potovanje, vodil znanstveno odpravo na kanadsko arktično otočje. Fram je bila za to pot nekoliko predelana, saj so ji povečali prosti bok. Fram je 24. junija 1898 s 17 možmi na krovu zapustila pristanišče. Njihov cilj je bil začrtati zemlje Arktičnih otokov in vzorčiti geologijo, floro in favno. Odprave so trajale do leta 1902 in so vodile do zemljevidov, ki pokrivajo 260.000 km², več kot katera koli druga arktična odprava.

### Amundsenova odprava na južni tečaj 1910–1912
Fram je uporabil Roald Amundsen v svoji južni polarni ekspediciji od 1910 do 1912, ko je prvi dosegel južni tečaj, med katero je Fram dosegla 78° 41' J.

## Ohranjanje ladjeFram
Ladja je bila prepuščena propadanju v skladišču od leta 1912 do poznih 1920-ih, ko so Lars Christensen, Otto Sverdrup in Oscar Wisting prek odbora Fram začeli prizadevanja za njeno ohranitev. Leta 1935 so ladjo namestili v muzej Fram, kjer je tudi danes.

## Poimenovanja po ladjiFram
- Otok Fram (Ostrov Frama), otok v bližini otokov Komsomolskaya Pravda, Laptevsko morje
- Framheim (dobesedno dom Frama), Amundsenovo oporišče v zalivu Kitov na Antarktiki med njegovim iskanjem južnega tečaja
- Fram Rupes, strmina na Merkurju
- Krater Fram, majhen krater na Marsu, ki ga je leta 2004 obiskal Mars Exploration Rover Opportunity
- Framska kotlina, najgloblja točka Arktičnega oceana
- Framov preliv, prehod iz Arktičnega oceana v Grenlandsko morje in Norveško morje, med Grenlandijo in Spitsbergnom
- Fram, drama Tonyja Harrisona, premiera v Narodnem gledališču London, 2008
- V otroški knjigi Zimske počitnice Arthurja Ransoma otroci uporabljajo ime Fram za hišni čoln svojega strica Jima, ujetega v led na jezeru, ki postane navdih za nekatere njihove dogodivščine
- Dogodivščine severega medveda Frama (romunsko Aventurile lui Fram, ursul polar), otroška knjiga romunskega pisatelja Cezarja Petrescuja, po kateri so v Romuniji posneli tudi televizijsko serijo